# Карл Гоффманн
Карл Гоффманн (нім. Karl Hoffmann; 26 жовтня 1895, Трієст, Австро-Угорщина — 6 травня 1945, Гамбург, Третій Рейх) — німецький офіцер, контрадмірал крігсмаріне (1 квітня 1943). Кавалер Німецького хреста в золоті.

## Біографія
2 жовтня 1915 вступив на флот добровольцем. Служив на важкому крейсері «Фрейя», лінійному кораблі «Нассау». Після демобілізації армії залишений на флоті, вахтовий офіцер на міноносці, командир роти берегової охорони. З 26 вересня 1927 року — командир міноносця Т-158, з 25 вересня 1928 року — Т-196 і прапор-лейтенант 1-ї флотилії міноносців. З 29 січня 1931 року — офіцер з бойової підготовки та вахтовий офіцер на крейсері «Карлсруе»; одночасно відвідував заняття в Військово-морській академії. З 1 липня 1935 року — радник відділу флоту Морського керівництва. 2. жовтня 1936 року призначений командиром 4-ї флотилії міноносців.
З 2 травня 1938 року — 1-й офіцер Адмірал-штабу в штабі командувача розвідувальними силами. 15 вересня 1940 року очолив групу ОКМ по колоніальних питаннях, займався переважно питаннями організації дій флоту біля берегів Північної Африки. З 15 лютого 1941 року — начальник військово-морської контрольної комісії та контрольної інспекції «Африка» в складі німецько-французької комісії з перемир'я. 1 вересня 1942 року зарахований в розпорядження командувача підводним флотом, з 6 січня 1943 року — начальник його штабу. 11 лютого 1943 року призначений начальником штабу військово-морського командування «Захід». З 3 грудня 1944 року — адмірал-квартирмейстер ОКМ. Загинув внаслідок нещасного випадку.

## Нагороди
- Залізний хрест 2-го і 1-го класу
- Срібна медаль «За військові заслуги» (Вюртемберг)
- Почесний хрест ветерана війни з мечами
- Медаль «За вислугу років у Вермахті» 4-го, 3-го і 2-го класу (18 років)
- Медаль «У пам'ять 1 жовтня 1938»
- Медаль «У пам'ять 22 березня 1939 року»
- Іспанський хрест в сріблі
- Застібка до Залізного хреста 2-го і 1-го класу
- Німецький хрест в золоті (14 червня 1944)